# Megumi Kinukawa
Megumi Kinukawa (絹川愛, Kinukawa Megumi), née le 7 août 1989, est une athlète japonaise, spécialiste des courses de fond.
Sa meilleure performance sur 10 000 m est de 31 min 35 s 27 (Kobe, 22 avril 2007) et sur 5 000 m de 15 min 27 s 98 (Konosu, 22 septembre 2007).
Elle a participé aux Championnats du monde d'athlétisme 2007 à Osaka (14e en finale) et a terminé également 14e des 34es Championnats du monde de cross country à Fukuoka en 2006.